# Drosophila davidgrimaldii
Drosophila davidgrimaldii este o specie de muște din genul Drosophila, familia Drosophilidae, descrisă de Vilela și Bachli în anul 1990.
Este endemică în Costa Rica. Conform Catalogue of Life specia Drosophila davidgrimaldii nu are subspecii cunoscute.